# Antiromânism
Cuvântul antiromânism denumește, după Dicționarul explicativ al limbii române o „atitudine antiromânească”, concept vag care poate acoperi multe afirmații sau acțiuni diferite:
- în dreptul altor state, poate desemna diferite forme de discriminări negative față de populațiile românești, prin dispoziții legale împotriva acestora, fie ca grup etnic-lingvistic, fie în calitate de cetățeni ai României indiferent de apartenența lor etnică;
- în istorie, antiromânismul poate desemna forme de luptă cultural-politică sau de reprimare împotriva mișcărilor de emancipare sau de afirmare ale populațiilor românești ca grup etnic-lingvistic;[2]
- în viața socială și culturală a statelor unde trăiesc sau circulă trăiesc sau circulă populații românești sau minorități din România, antiromânismul este forma de xenofobie care exprimă sentimente negative față de acestea, fie ca grupuri etnic-lingvistice, fie în calitate de cetățeni ai României indiferent de apartenența lor etnică.[3][cercetare originală]

## Generalități

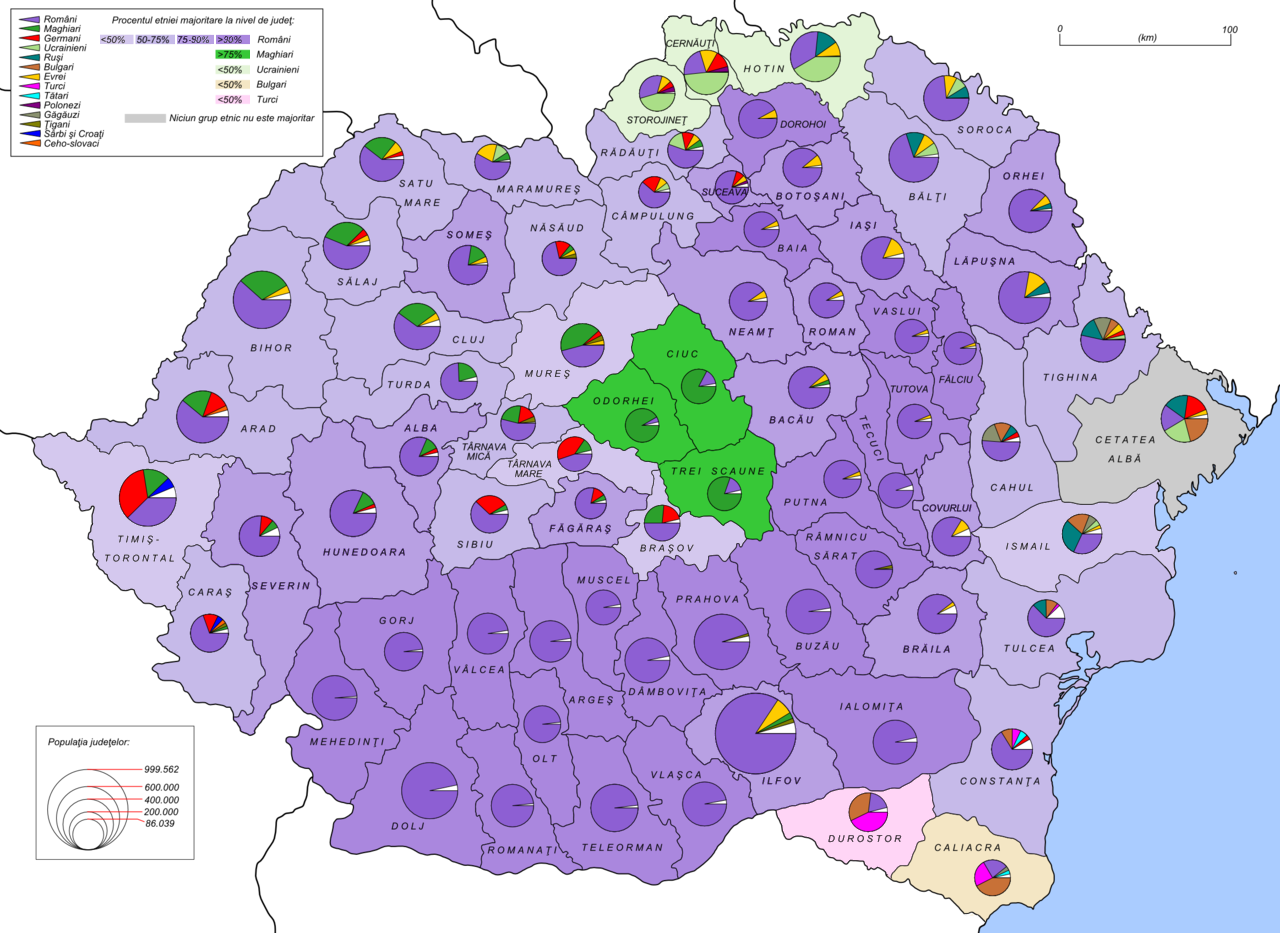
Distribuirea limbilor în România Mare (recensământul din 1930)

Alfabetizarea în România Mare (recensământul din 1930)

Cuvântul „antiromânism” poate denumi discriminări și sentimente antiromânești dar în nici-un caz nu critica argumentată a diferitelor ideologii, cârmuiri, personalități, decizii sau legi din istoria României, când acestea au manifestat discriminări sau sentimente îndreptate împotriva minorităților conlocuitoare sau altor popoare, cum s-a întâmplat în politica internă a României, când noțiunea de „antiromânism” a folosit ca unealtă de reprimare a cetățenilor și grupărilor critice față de majoritatea parlamentară sau de guvern, această critică fiind atunci asimilată cu o critică a țării, a poporului și a națiunii, așa cum, în timpul celui de-al Doilea Război mondial, orice critică era asimilată cu o „atitudine antipatriotică” sau chiar cu o „trădare în vreme de război” iar în perioada comunistă, cu o „atitudine antisocialistă”, cei care criticau fiind în ambele cazuri socotiți „dușmani ai poporului român”.
În schimb, cuvântul „antiromânism” poate denumi discriminările prezente în imperiile și statele care au stăpânit țările române sau care înconjoară România, precum și în state mai îndepărtate unde trăiesc sau circulă minorități românești. Aceste discriminări pot privi atât România ca stat, cât și românofonii trăind în afara acestui stat. Antiromânismul se poate manifesta ca reacțiune emoțională sau intelectuală ostilă identității naționale românești, de exemplu prin tendința de a minimaliza sau de a descrie în termeni negativi această identitate. Pe planul practic, antiromânismul poate îmbrăca diferite forme, de la cele mai ușoare la cele mai grave:
- pur verbală sau literară, prin generalizări negative („toți Românii sunt...”), termeni peiorativi (vlahos-vlaka adică „vlah-prostovan” în grecește) sau instrumentalizări ale unor aspecte criticabile reale prin ocultarea celorlalte (cum este cazul în relatarea situației orfanilor, romilor sau pensionarilor ocultând existența structurilor și fundațiilor care ajută aceste categorii de cetățeni, sau relatarea crimelor săvârșite de dictaturile din istoria României, ocultând condițiile istorice în care acestea au ajuns la putere și rezistența cercurilor democrate împotriva lor, sau atribuind crimele unor trăsături prezentate ca fiind specific românești și proprii întregului popor român);
- hărțuiri ocazionale prin luarea de măsuri discriminatorii temporare, prin limitarea învățământului în limba română, prin împiedicarea manifestărilor culturale sau a folosirii limbii, prin repartizarea etnicilor români departe de aria lor de răspândire inițială;
- persecuția instituționalizată precum negarea identității lingvistice, anchetarea și pedepsirea celor care o revendică;
- prigoana violentă prin maltratare fizică, înfometare intențională, deportare, încarcerare sau ucidere.

## Istorie

### Regatul Ungariei și Imperiul Austro-Ungar
Transilvania din evul mediu a avut parte de o organizare bazată pe existența unor grupuri etnice cu putere și influență în viața socio-economică și politică. Grupul dominant a fost aristocrația laică și ecleziastică de etnie maghiară. Alte grupuri importante au fost sașii, secuii și românii (sau vlahii - Universitas Valachorum), toate cu o bază etnică și etno-lingvistică (Universis nobilibus, Saxonibus, Syculis et Olachis). Comitetul general (congregatio generalis) al celor patru grupuri avea puteri legislative în Transilvania, dar uneori lua și măsuri care priveau ordinea în țară, relațiile dintre clasele privilegiate, chestiuni militare etc.
Un punct de cotitură în istoria românilor din Transilvania a fost anul 1366, când, prin Decretul de la Turda, regele Ludovic I al Ungariei a redefinit nobilitatea în funcție de apartenența la Biserica Romano-Catolică, astfel excluzând românii ortodocși. Unica posibilitate a românilor de a accede la un rang nobiliar era convertirea la romano-catolicism. Unii nobili români s-au convertit și au fost integrați în aristocrația maghiară, dar majoritatea a refuzat, în acest fel pierzându-și statutul și privilegiile.
În consecință, după 1366, românii și-au pierdut treptat statutul de clasă privilegiată și au fost excluși din forurile de conducere ale Transilvaniei. Populația română din Transilvania nu a mai fost reprezentată direct în Dieta Transilvaniei, formată din nobili unguri, germani și secui (Unio Trium Nationum), în ciuda faptului că recensămintele făcute de autoritățile ungare și austriece au avut ca rezultat o majoritate absolută a românilor în Transilvania, în timp ce celelalte 3 grupuri etnice erau minoritare. În plus, în evul mediu, românilor le era interzis să locuiască între zidurile unor cetăți-orașe, între care Sibiu, Brașov, Cluj, Timișoara. Discriminarea consta și în existența, în secolul al XVI-lea, unor legi care prevedeau drepturi separate pentru unguri, secui și sași în comparație cu drepturile populației românești.
Țărănimea română s-a revoltat de mai multe ori, cerând un tratament mai uman. Aceste revolte, ca cea a lui Horea, Cloșca și Crișan din 1784, au fost suprimate imediat, în mod dur; de exemplu doi dintre liderii revoltei din 1784 au fost executați prin zdrobirea cu o roată de car. Ceilalți țărani erau aduși cu forța să privească tortura și execuția pentru a îi înspăimânta. Însă în timpul revoltei și răsculații s-au dedat la atrocități.
După realizarea în 1867 a dualismului politic între Austria și Ungaria, Transilvania fiind reinclus în Regatul Ungariei, autoritățile de la Budapesta au adoptat o politică tot mai intensă de maghiarizare sau asimilare a minorităților etnice. În Transilvania și Banat, principala țintă a acestei politici era populația română. Prin politica de maghiarizare s-a ajuns ca stăpânirea fluentă a limbii maghiare să fie obligatorie pentru admiterea în servicii de stat, de exemplu în administrația locală, învățământ și justiție. Numărul școlilor în limbi minoritare a scăzut continuu: între 1880 și 1913, când numărul școlilor cu predare exclusiv în limba maghiară aproape s-a dublat, numărul școlilor în limbi minoritare aproape s-a înjumătățit. Nenumărate nume de persoane au fost maghiarizate într-o scurtă perioadă de timp, adesea în mod forțat, contrar voinței celor afectați.
Mișcarea națională română a trimis în 1892 împăratului Franz Josef documentul întitulat Memorandumul Transilvaniei, în care fruntașii românilor din imperiul austro-ungar cereau ca românilor să li se acorde drepturi egale cu cele ale maghiarilor și solicitau încetarea persecuțiilor și a politicii de maghiarizare și deznaționalizare a românilor. Memorandumul a fost ignorat, iar liderii mișcării au fost întemnițați pentru „trădare de țară”. Simulacrul de proces intentat lor a făcut vâlvă în Europa acelor ani.

### Imperiul rus
Basarabia a fost anexată de Imperiul Rus în 1812 după Tratatul de la București. A urmat o scurtă perioadă de autonomie desființată în 1828, după care presa și toate instituțiile și școlile moldovenești au fost treptat închise și înlocuite cu altele, rusești: în 1829 limba băștinașă este interzisă în administrație; în 1833 în liturghia bisericească; în 1842 în școlile secundare, iar în 1860 în toate școlile. Românismul, deși se manifesta aici mai slab ca în alte teritorii locuite de vorbitorii limbii române (deoarece nivelul de școlarizare era mai scăzut), era strașnic combătut. La sfârșitul secolului al XIX-lea și începutul secolului XX, Basarabia este supusă unui intens proces de rusificare ale cărui unelte sunt școala, biserica și serviciul militar. Procesul de rusificare a teritoriului a mai constat și în colonizarea cu alte etnii aduse de pe cuprinsul Rusiei, din țările de limbă germană și din Imperiul Otoman: ruși și ucraineni, germani, evrei, bulgari și găgăuzi. Un al treilea mijloc de deznaționalizare a fost toponimia: ori de câte ori autoritățile ruse aveau de ales între o denumire moldoveană și alta tătară sau turcă, au ales-o sistematic, ca nume oficial, pe cea de-a doua (de exemplu Кагул de la tătărescul Cahul în loc de Frumoasa, Bender în loc de Tighina sau Аккерма́н din Ak-Kerman în loc de Cetatea Albă). Desigur toate localitățile noi primeau denumiri rusești, iar cele vechi erau rusificate, precum Kișiniov sau Orgheiev în loc de Chișinău sau Orhei. Totodată populației autohtone i-a fost inculcată sistematic ideea că, spre deosebire românimea din Moldova apuseană, Ardeal, Țara Românească și Dobrogea, moldovenimea basarabeană nu ar face parte din neamul românesc, și că limba ei nu poate fi numită „română”. Încă din acea perioadă, Rusia îi impunea populației românofone din Basarabia o identitate „moldovenească” exclusivă de cea română, deși în Bucovina pe atunci austriacă și în Moldova Occidentală, cele două identități de contopeau fără probleme, cea „moldovenească” fiind regională iar cea „română” fiind națională. Pe planul cultural și monumental, Imperiul rus nu a făcut nimic pentru a o ocroti patrimoniul „moldovenesc” și a lăsat în paragină bisericile moștenite de la Principatul Moldovei, preferând să clădească altele noi de stil rusesc. Prin această politică, procentul populației române din Basarabia în recensăminte a scăzut continuu:
- Recensământ rusesc din 1817: 86% români
- Recensământ rusesc din 1856: 74% români
- Recensământ rusesc din 1897: 56% români.

În sfârșit, pe planul literar, în operele în limba franceză ale Sofiei Rostopcina (scrise sub pseudonimul Comtesse de Ségur, 1799-1874), "vlahii" sunt prezentați ca fiind toți leneși, hoți și vicleni.

### Uniunea Sovietică (inclusiv Revoluția din 1917)
După prăbușirea, în 1917, a imperiului țarist rus, în Basarabia s-a constituit un „sfat al țării” care a declarat provincia drept republică independentă (la 2 decembrie 1917). Dată fiind situația militară, care punea în pericol noul stat (în acel moment, guvernul bolșevic ducea tratative cu Germania pentru a-i preda toată partea vestică a fostului imperiu rus, iar armata rusă înfometată era dezorganizată, transformându-se în cete de jefuitori), Sfatul Țării a apelat la Regatul României pentru a trimite trupe care să asigure pacea. Trupele armatei regale române au intrat în Basarabia la 13 decembrie. La 27 martie 1918, Sfatul Țării a votat pentru unirea Basarabiei cu România. Rusia Sovietică a refuzat să recunoască unirea și a pornit un program amplu de propagandă susținând că România ar fi fost un stat imperialist multietnic. Basarabia a rămas parte a României până în 1940, când URSS a anexat din nou teritoriul, împreună cu nordul Bucovinei.
Convenția din 28 octombrie 1920, prin care Imperiul Britanic, Franța, Italia și Japonia recunoșteau suveranitatea română în Basarabia, nu a fost recunoscută de URSS. Moscova nu a recunoscut nici măcar porțiunea care stipula că la cererea Rusiei Consiliul Ligii Națiunilor avea dreptul de a arbitra o eventuală dispută ruso-română asupra Basarabiei. Kremlinul insista că România ar fi ocupat ilegal Basarabia. În același timp, regimul de la Moscova a susținut în Basarabia activități împotriva guvernării românești prin agenți bolșevici infiltrați (vezi de exemplu răscoala de la Tatarbunar).
Conform documentelor oficiale NKVD, peste 15.000 de români din Bucovina au fost deportați în Siberia doar în 1940 . Acțiunile sovietice au culminat cu o serie de masacre, cel mai cunoscut fiind Masacrul de la Fântâna-Albă, când circa 3.000 de români care încercau să se refugieze în România au fost blocați de trupe ale NKVD și un număr estimat la 200 dintre ei au fost uciși la Fântâna Albă.
Teritoriul RSS Moldovenească a fost compus din Basarabia (cu excepția Bugeacului, și a ținutului Hotinului, alipite Ucrainei) și dintr-o parte a fostei Republici Sovietice Socialiste Moldovenești (Transnistria), înființată în 1924 pe teritoriul Ucrainei. În documentul de creare a RSSA Moldovenești, din 12 octombrie 1924, frontiera de vest a republicii nu a fost trasată de-a lungul râului Nistru, ci de-a lungul Prutului. În RSSA Moldovenească s-a implementat ideologia unei identități moldovenești separate, inclusiv definirea unei limbi moldovenești, distinctă de limba română. În 1938, prin decretul din 23 mai a fost reintrodus în RASSM alfabetul chirilic (de data asta în varianta rusească) și numeroase împrumuturi lexicale și calcuri din limba rusă.
În Basarabia, guvernarea sovietică a inițiat o politică de asimilare a etnicilor români. Elita populației românești a fost deportată în Siberia, la fel ca în Bucovina. Au fost aduși ruși și ucraineni care au fost colonizați în zonele golite de populația română deportată. Cei care se declarau români și nu moldoveni erau persecutați de regimul comunist.
În anii 1946-1947, ca rezultat a foametei din Moldova, se estimează că au murit peste 300.000 de locuitori, fiind consemnate chiar cazuri de canibalism. Populația fostei RSSAM, ca parte a RSS Ucraineană, a suferit de asemenea de foamete în anii 1930, când peste opt milioane de locuitori ai Ucrainei au murit de inaniție (vezi și Holodomor).
Teritoriul Transnistriei era mai puternic industrializat decât restul republicii, iar procesul de industrializare a fost însoțit de colonizarea cu populație rusofonă adusă din Federația Rusă. Deși Republica Moldova avea cea mai mare densitate a populației în comparație cu celelalte republici ale URSS, Moscova a stimulat în continuare aducerea de forță de muncă din afară, inclusiv a celei cu o slabă calificare. Însuși Igor Smirnov, liderul Transnistriei, a fost trimis în 1987 din Rusia la Tighina pentru a ocupa poziția de conducere a unei întreprinderi. Acest proces a fost amplificat și printr-o excesivă militarizare a regiunii.

### Rusificarea în perioada comunistă
Înainte și după al doilea război mondial, Uniunea Sovietică a deportat un număr foarte mare de persoane din Basarabia și Bucovina la muncă forțată, unde multe dintre ele au murit sau au fost executate. Deportații au fost declarați de regimul stalinist inamici ai clasei muncitoare. Printre deportați au fost polițiști, soldați, clerici, proprietari de terenuri (boieri și țărani împroprietăriți), membri ai partidelor politice, precum și toți cei care își exprimaseră dezacordul față de regim (o mare parte din populație și majoritatea populației educate), stâlpii culturii românești. În plus, populația de etnie română a fost mutată de la regiunile de graniță. (Vezi și Transferuri de populație în Uniunea Sovietică și Colonizările forțate în Uniunea Sovietică).
Potrivit cercetărilor istoricului rus Nikolai Bugai, de la Universitatea din Moscova, care în anii 1992-1993 a avut acces la arhivele NKVD-MVD-KGB și la corespondența între Stalin și miniștrii săi, îndeosebi Kruglov, între iulie 1940 și decembrie 1953, un număr de 332.500 de persoane au fost deportate din teritoriul anexat de URSS în 1940: români, ruși albi (antibolșevici), refugiați din URSS, minorități religioase, dintre care, în 1954, 47.000 mai erau încă în viață în locurile de deportare. Aceasta reprezintă o medie de 90 de persoane pe zi sau 2.700 pe lună, dar practic deportările se efectuau în valuri, în funcție de disponibilitatea materialului feroviar și rutier.
Conform cercetărilor istoricului american Rudolf Joseph Rummel, de la Universitatea din Hawaii :
- Între iunie 1940 și iunie 1941, au fost deportați 300.000 de basarabeni și bucovineni, dintre care 57.000 au murit[14];
- Între martie 1944 și mai 1945, au fost deportați 390.000 de basarabeni și bucovineni, din care 51.000 au murit[15];
- Între mai 1945 și decembrie 1953, au fost deportați 1.654.000 de basarabeni și bucovineni, dintre care 215.000 au murit (majoritatea în Gulag și pe drum)[16].

În total, după Rudolf Rummel, aproximativ 2.344.000 de persoane, în mare parte români, au fost deportate din teritoriile anexate de URSS în 1940 în dauna României, dintre care 703.000 și-au pierdut viața. Aceasta reprezintă o medie de 620 de persoane pe zi sau 18.600 pe lună, ceea ce înseamnă aproximativ un tren de zece vagoane sau un convoi de camioane pe zi.
Potrivit cercetărilor istoricului american Charles King, diferența dintre populația teritoriului anexat la recensămintele din 1938 (românesc) și 1959 (sovietic), ținând cont de cei 280.000 de evrei deportați și uciși în perioada iulie 1941-martie 1944 și de intensa colonizare sovietică de după august 1944, arată că deficitul demografic a fost compensat prin colonizare și, totodată, că populația băștinașă românească/moldovenească s-a menținut la fața locului în proporție de 59% (pentru tot teritoriul anexat, fără Transnistria) în contrast cu 74% de dinainte de război. Procentajul de 15% dintr-o medie de trei milioane de locuitori reprezintă aproximativ 450.000. Mulți locuitori români, ruși albi sau refugiați anticomuniști din Basarabia, care nu au reușit să se refugieze în România când URSS a anexat teritoriul, au fost capturați de NKVD; un procentaj mare dintre aceștia au fost împușcați sau deportați.
Autoritățile sovietice au vizat mai multe grupuri socio-economice, în baza situației lor economice, politice, sau în baza legăturilor cu fostul regim al României. Deportații au fost duși în Siberia și în nordul Kazahstanului; unii au fost întemnițați sau executați. În conformitate cu Raportul Tismăneanu, în 1940-1941 pe timp de pace, 86.604 persoane au fost arestate și deportate, în timp ce istoricii ruși au prezentat un număr estimativ de 90.000 pentru aceeași perioadă. NKVD s-a concentrat asupra grupărilor socotite antisovietice, dintre care majoritatea au fost cele mai active între 1944 și 1952.
O campanie de eradicare a așa-zișilor chiaburi a fost orientată contra familiilor țăranilor proprietari din Moldova, care au fost deportați în Siberia și Kazahstan. De exemplu, în două zile, 6 iulie și 7 iulie 1949, 11.342 de familii din Republica Moldova au fost deportate din ordinul ministrului Securității statului I. L. Mordoveț, în conformitate cu planul „Operațiunea Sud”.
Alte campanii de deportare au fost orientate împotriva persoanelor de origine germană (al căror număr a scăzut de la peste 140.000 în 1938 la 4.000 în 1959, din cauza emigrării voluntare din 1940 și prin relocări forțate din cauza că erau catalogați după război drept „colaboratori” cu regimul nazist) și a minorităților religioase (700 de familii, mai ales Martorii lui Iehova au fost deportați în Siberia, în aprilie 1951 în cadrul planului numit „Operațiunea Nord”.

### Moldova și Transnistria de după URSS
În Republica Moldova, antiromânismul s-a manifestat ca reacție împotriva mișcării unioniste. Atitudinea antiunionistă a fost și este îndeosebi a unei părți însemnate din clasa politică locală, susținută preponderent de minoritățile conlocuitoare și de moldovenii românofoni care cred că ar avea de pierdut în cazul reunificării. Principala doctrină a antiromânismului în Republica Moldova este „moldovenismul”, concepție elaborată în URSS încă înainte de 1940, în timpul Republicii Socialiste Sovietice Autonome Moldovenești din Ucraina, prin care se încearcă și în prezent să se demonstreze că în conștiința națională și în limba localnicilor, identitatea românească ar fi artificială și marginală, prin reinterpretarea a posteriori a identității locale medievale și tradiționale a voievodatului Moldovei, care, în realitate, nu a fost niciodată potrivnică identității românești, ci parte a acesteia.
După destrămarea Uniunii Sovietice, mai multe reforme legislative au consolidat poziția băștinașilor basarabeni din Republica Moldova prin stabilirea limbii române ca limbă oficială. Relațiile dintre guvernele Republicii Moldova și României au fost la început foarte cordiale, România fiind primul stat din lume care a recunoscut independența Republicii Moldova. Când parlamentarii moldoveni au ales calea independenței mai degrabă decât cea a unirii cu România, președintele Mircea Snegur a elaborat doctrina numită un popor, două state. Această doctrină susține că Republica Moldova este o „patrie a moldovenilor români, ruși, ucraineni, găgăuzi, bulgari ș. a., toți cetățeni egali în drepturi și toți deopotrivă moldoveni, fie că aparțin limbii, istoriei și culturii poporului român, rus, ucrainean, găgăuz sau bulgar”.
După alegerile din 1994, identitatea românească a populației majoritare și băștinașe a început să fie negată din nou, articolul 13 din noua constituție ulterior adoptată, susținând, ca în epoca sovietică, că ar exista „diferență dintre limba română și limba moldovenească”, dar păstrând această limbă ca „limbă de stat și de comunicare interetnică”. Antiromânismul a devenit doctrina principală a partidelor rusofile: Mișcarea Unitate-Edinstvo și Partidul Socialist din Moldova și, într-o manieră mai mică, Partidul Democrat Agrar din Moldova, aflat la guvernare. Valeriu Senic, liderul socialist, a propus interzicerea identității românești în Republica Moldova, precum și faptele de a denumi poporul majoritar din Moldova ca fiind cel român sau de a promova termenul de "limba română", în loc de "limba moldovenească". Agrarienii, deși erau mai moderați decât socialiștii, priveau România cu ostilitate, acuzând statul român de imperialism și promovau moldovenismul.
După alegerile din 2001, câștigate de Partidul Comuniștilor din Republica Moldova, s-a încercat inițial să se acorde limbii ruse statutul de limbă de stat, dar inițiativa a eșuat datorită opoziției; în schimb, limba rusă a recăpătat statutul de limbă de comunicare interetnică (pierdut în septembrie 1989), ceea ce în practică îi obligă pe toți locuitorii republicii Moldova să cunoască limba federației Ruse, nu și limba de stat a țării.
Rezultatul acestor evoluții este că în prezent (2013) singura etnie conlocuitoare din Republica Moldova care nu își poate afirma nestingherit identitatea și istoria în relație cu semenii săi de peste hotarele statului, este cea băștinașă și majoritară, devreme ce Bulgarii, Găgăuzii, Rușii sau Ucrainenii se pot în mod liber afirma ca membri ai națiunilor respective, în timp ce Basarabenii care îndrăznesc să se afirme Români sunt socotiți ca o minoritate în propria lor țară, iar dacă predau că Moldovenii sunt Români, pot fi urmăriți și condamnați penal. În 2006, Școala Româno-Franceză Gheorghe Asachi din Chișinău a fost forțată să își schimbe numele în Școala Moldo-Franceză Gheorghe Asachi. Guvernul a fost acuzat că modifică doar denumirile care se referă la limba română, acesta întrucât altor școli ca Școala Ruso-Ucraineană Necui-Levițki li s-au permis să își păstreze denumirea. În semn de protest, patru elevi de la Școala Asachi au înlocuit pancarta cu noua denumire cu o alta pe care era din nou specificat vechiul nume. Cei patru elevi au fost acuzați de „huliganism grav în grup". De atunci, relațiile dintre guvernele Republicii Moldova și României sunt tensionate, Vladimir Voronin acuzând România de imperialism, chiar dacă oficial, președintele Voronin și președintele Traian Băsescu și-au declarat intenția de a îmbunătăți colaborarea bilaterală.
Antiromânismul s-a mai manifestat în Republica Moldova prin refuzul guvernului de a reveni la denumirile moldovenești inițiale ale mai multor localități rusificate fie în perioada imperială rusă (1812-1917) fie în perioada sovietică (1940-41 și 1955-91). Astfel, de exemplu, s-a renunțat la Edinița (rămasă Edineț, de la Единець), la Sturzeni (rămasă Ucrainca, de la Украйнка), la Ciubărciu (rămas Ciobruci, de la Чобручь) sau la Frumoasa (rămasă Cahul, de la Кагул).
În Transnistria, situația este și mai rea. După războiul din 1992 dintre separatiști și Republica Moldova, populația românofonă a fost persecutată în mod repetat, ducând la emigrarea a unui număr de 5.000-10.000 de românofoni din regiune. Deși în Transnistria trăiește un număr semnificativ de românofoni, limba română nu este folosită în public aproape niciodată. Școlile românești reprezintă circa 11% din numărul total de școli din Transnistria, deși conform recensământului din Transnistria în 2004, românii sunt 31,9% din populație. Majoritatea acestor școli sunt forțate să folosească alfabetul chirilic rusesc și manualele comuniste publicate cu circa patru decenii în urmă.
Numai șase școli sunt autorizate să predea în limba română și să utilizeze și alfabetul latin. Sunt însă semne că și asupra acestora se fac presiuni pentru a fi închise. Criza școlară din 2004 este un exemplu în acest sens, guvernarea prorusă din Tiraspol încercând să închidă cu forța două dintre aceste școli. La orfelinatul din Tighina, copiii români întorși din vacanță au găsit orfelinatul închis de poliție. După ce au stat o noapte afară, au intrat cu forța în clădire și au stat acolo, fără apă și electricitate timp de câteva luni, până când, datorită intervențiilor Republicii Moldova, a României cât și a OSCE, situația a fost rezolvată. Mulți părinți români au fost arestați sau concediați din cauza simpatiilor politice sau determinării lor de a își ține copii în școli cu limba de predare româna.
Cetățenii care au exprimat vederi proromânești sau chiar promoldovenești sunt supuși unei politici de persecuție și intimidare în Transnistria. Grupul Ilie Ilașcu este cel mai cunoscut și bine documentat dintre aceste cazuri.
În încheierea acestui paragraf, se poate aminti de lupta culturală dusă, prin tastaturi și ecrane, de „moldoveniști” în cadrul enciclopediei interactive Wikipedia, pentru a instaura o versiune în „limba moldovenească" deosebită de cea în limba română. Tentativa a eșuat, nu pentru că administratorii Wikipediei au luat poziție pentru „româniști” împotriva „moldoveniștilor”, ci din motive tehnice și practice: acceptând o versiune „moldovenească”, s-ar fi ajuns, pentru orice subiect, la existența a două serii de articole diferite în aceeași (din aceleași motive nu s-a acceptat nici instaurarea unor versiuni americane, australiene sau neozeelandeze în limba engleză, diferite de versiunea britanică, sau a unei versiuni austriece diferită de cea germană). În ciuda acesei înfrângeri inițiale, „moldoveniștii” au obținut ulterior succese însemnate în Wikipedia anglofonă, cel mai de seamă fiind folosirea termenilor „moldovan” și „moldovans” în infoboxurile respective, în sensul absolut și excluziv conform punctului de vedere sovietic, rus, ucrainean și „moldovenist”, pentru care acești termeni nu înseamnă o apartenență istorico-geografică la Moldova istorică (cuprinzând și Moldova românească cu locuitorii săi) ci desemnează o „etnie”, trăind exclusiv în fosta URSS și „diferită de Români”. Toate tentativele de a expune în infoboxuri și celălalt sens al cuvintelor „moldovan” și „moldovans”, anume că și Românii dintre Carpați și Nistru tot Moldoveni sunt, au fost șterse sub pretextul că „nu sunt surse”.

### Ucraina
În Bucovina de Nord și raioanele Teceu și Rahău din Transcarpatia trăiește cel mai mare număr de etnici români, conform recensămintelor ucrainene.
Numărul de studenți români la Universitatea din Cernăuți a scăzut rapid în perioada sovietică. În 1991-1992, ultimul an de conducere sovietică, numărul acestora era de doar 4,44% (434 din 9.769 studenți în total) . În personalul facultăților este evidentă slaba reprezentare a românilor. În același an, universitatea avea 465 de profesori ucraineni (77,1%), 102 ruși (16,9 %), 9 moldoveni (1,4 %), 7 români (1,1 %), 6 belaruși (0,9 %) etc. Chiar și după declarația de independență a Ucrainei, numărul studenților români la universitate a continuat să scadă la numai 3,9 % în 1992-1993, mult mai puțin decât procentajul populației române din regiune. Din 1997, s-au oferit burse unor studenți pentru a studia la universități din România . În 2001 Alianța Creștin-Democratică a Românilor din Ucraina a raportat lipsa de posibilități a românilor de a studia la Cernăuți în limba lor maternă.
În situații similare se află și celelalte minorități etnice din Ucraina, iar învățământul superior se face în limba ucraineană, majoritatea universităților neoferind cursuri nici în limba rusă, deși limba rusă este limba maternă pentru mare parte a populației din Ucraina.
Totodată există școli cu predare în limba română, de asemenea ziare, canale TV și radio. Organizațiile românești au reclamat și faptul că 19 sate românești nu mai beneficiază de școli în limba maternă, situația fiindu-le mai rea decât în timpul regimului sovietic .
Cetățile moldovenești din Ucraina (Hotin, Cetatea Albă) sunt prezentate ca fiind succesiv slave (ale principatului Halici, Polono-lituaniene) apoi turcești, fără vreo referință la trecutul lor românesc. Satele românești din Bugeac au rămas cu numele schimbate în ciuda cererilor exprimate de localnici (1991: Adămești=Primorske, Păpușoi=Rascoșne, Gălilești=Desantne, Jibrieni=tot Primorske, Frumușica-Veche=Alexandrivka, Frumușica-Nouă=Mykolaivka, Zoreni=Staroselie). În Ucraina, prezența românească în dreapta Nistrului este caracterizată exclusiv ca ocupație străină, nicidecum ca parte din rădăcinile istorice ale acestor regiuni. Există de asemenea o tendință de a ucrainiza figuri relevante din istoria ucraineană care erau români: Mitropolitul Eugenie Hacman, Eusebie Mandicevschi, Constantin Tomașciuc sau Epaminonda Bucevschi sunt doar câteva exemple de români care sunt prezentanți în istoriografia ucraineană drept "ucraineni". Tot conform istoriografiei oficiale ucrainene, Bucovina este "pământ slav antic", fiind parte a Rusiei Kievene.
Existența școlilor românești în Ucraina este un subiect ce stârnește dezbateri intense în societatea ucraineană, existând ucraineni care susțin în mod fals că existența acestora duce la românizarea regiunii Cernăuți, în timp ce alții susțin că românii merită acest drept, întrucât sunt o minoritate indigenă și loială statului ucrainean.

### Iugoslavia/Serbia
În Iugoslavia (din 2006 Serbia), Românii din Voivodina (Banatul apusean) în număr de 34.175, erau recunoscuți ca atare în cadrul acordurilor bilaterale care recunosc simultan minoritatea sârbă din Banatul românesc. Românii Timoceni, în schimb, în număr de 712.050, nu erau recunoscuți, fiind socotiți ba „Sârbi de limbă romanică”, ba „Vlahi”, și prin urmare nu beneficiau de niciun drept cultural sau școlar. Orice revendicare pentru recunoaștere era pedepsită ca „mișcare separatistă. Începând cu anul 2007, situația lor a început să se amelioreze(în special datorită proiectului pilot de introducere a Limbii Române ca materie în școlile din Valea Timocului, proces început din 2013), un acord posibil conturându-se în 2008.

### Albania
În Albania trăiesc circa 300.000 de români (aromâni), care nu sunt recunoscuți ca minoritate națională. Ei sunt recunoscuți de către autoritățile albaneze sub denumirea generică și impusă de „vlahi”. Ei nu au mijloace (școli, instituții culturale, mass-media, susținere guvernamentală) prin care să-și păstreze identitatea națională.
În anul 1916, în timpul Primului Război Mondial, trupele de gherilă albaneze (aliate cu Puterile Centrale) conduse de tâlharul Sali Butka (considerat de albanezi drept erou național, însă de aromâni drept un criminal de război și tâlhar) au asediat și au ras de pe fața pământului localitatea (pe atunci oraș) Moscopole, locuită într-o proporție covârșitoare de aromâni. Ca urmare a acestui asediu, mii de aromâni au fost masacrați în mod brutal de trupele albaneze conduse de teroristul Sali Butka, iar alte câteva sute de aromâni au fost siliți să părăsească orașul.

### Bulgaria
Bulgaria și România au întreținut relații bilaterale călduroase de la independența simultan câștigată în 1878, datorată în parte și acțiunilor militare române la Plevna și Grivița, până în 1913 (la care trebuie adăugat că Țara Românească, apoi România îi susținuseră pe comitagiii bulgari încă din 1821). Resimțită de bulgari ca o „trădare” a acestei prietenii, ofensiva militară română împotriva Bulgariei în 1913 și consecința sa : anexarea Cadrilaterului de către România, au stârnit în Bulgaria un val de indignare și de antiromânism virulent, care a dus la măcelul prizonierilor români din Bătălia de la Turtucaia (1916) și a lăsat urme adânci până astăzi în ambele țări. Cărțile de istorie bulgărești prezintă perioada românească în Cadrilater ca fiind o „cruntă ocupație militară”, și redau prezența românească în zonă (îndeosebi la Balcic) ca fiind o colonizare, în timp ce cărțile de istorie românești interbelice prezentau Bulgarii ca fiind un popor „crud și sălbatec”. Istoricii bulgari nu mai recunosc caracterul multinațional al Țaratului Vlaho-Bulgar din sec. XIII, afirmând că acesta era excluziv bulgar în sensul de astăzi, etnic, al cuvântului, și extind acest punct de vedere și asupra despotatului Dobrogea din sec. XIV.

### Occident

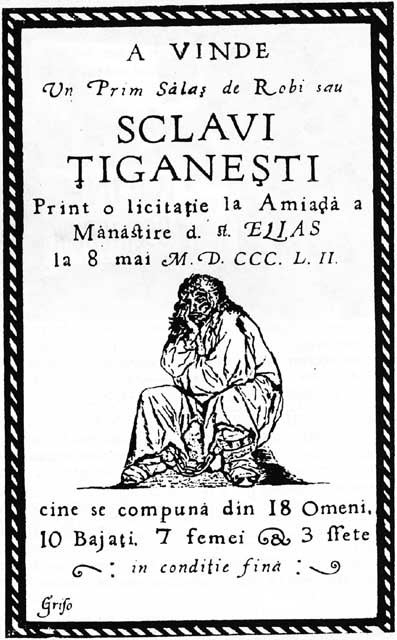
Afiș apocrif prezentat ca fiind din 1852, prezentând calcuri lingvistice din limba engleză To sale, Gypsy slaves, in fine condition (corect ar fi fost atunci scris, în litere chirilice, De vânzare, Robi țigani, sănătoși).

În occident antiromânismul a îmbrăcat trei forme :
- una pur verbală sau literară vizând minimalizarea sau ducerea în derizoriu a românilor: un „antiromânism popular”, manifestat prin glume precum: „Care este rețeta omletei românești? Răspuns: începi prin a fura patru ouă...”, sau prin prezentări parțiale și părtinitoare ale istoriei Românilor, fie ca urmare a stipulărilor tratatului de pace de la Paris din 1947 care definea România numai ca o țară „dușmană” a Aliaților (contribuția sa de partea acestora după 23 august 1944 fiind foarte rar menționată), fie prin afirmarea că România (ca și Polonia și alte țări din răsăritul Europei) ar fi o țară mult mai „rasistă” decât țările apusene (ca și cum declarațiile și acțiunile rasiștilor români ar fi mai virulente decât ce se putea citi în ziarul colaboraționist francez „Je suis partout” sau ce a săvârșit regimul Pétain).[48] Antiromânismul nu începe cu aceste afirmații, care pot proveni din simpla necunoaștere a istoriei Românilor și din repetarea fără spirit critic a unor surse părtinitoare.[49] El începe cu refuzul respectivilor de a își corecta greșelile, atunci când acestea le sunt aduse la cunoștință și argumentate prin surse:
- una de hărțuire ocazională a cetățenilor români nomazi (în majoritate, dar nu în întregime romi) prin măsuri de deplasare forțată a taberelor lor (vezi de exemplu Expulzarea romilor din Franța);
- una violentă împotriva cetățenilor români de origine romi sau evrei, care au fost arestați, deportați și în multe cazuri uciși în decursul celui de Al Doilea Război Mondial în Germania nazistă și în țările ocupate de aceasta sau aliate ei (în ciuda unor acțiuni sporadice ale unor agenți consulari români pentru a-și ocroti cetățenii).

### România
Autori foarte diferiți ca opinii și filozofie, de exemplu Titel Constantinescu, Neagu Djuvara, Victor Frunză, Paul Goma, Gabriel Liiceanu, Andrei Pleșu, Romulus Rusan sau Valeriu Rusu, precum și de personalități politice (de exemplu Doina Cornea), au apreciat că regimul comunist instaurat la sfârșitul celui de-al doilea război mondial, a aplicat în însăși România o politică antiromânească prin cenzură, prin înăbușirea intelectuală a părții mai educate din populație, prin obligativitatea proletcultismului și a realismului socialist, precum și prin promovarea unui „național-comunism” de fațadă în locul valorilor culturale anterioare. Acești autori au afirmat că antiromânismul comunist s-a impus în Republica Populară Romînă promovând cultura sovietică în dauna culturii românești, și în Republica Socialistă România promovând chiciurile erei Ceaușescu. Pe planul urbanistic, s-a concretizat prin distrugerea patrimoniului istoric, arhitectonic și monumental românesc, și prin înlocuirea sa cu construcții anonime pur utilitariste cum se pot vedea în orice altă parte a lumii. Obiceiurile deprinse în acea perioadă nu s-au atenuat după 1989, ci s-au accentuat mulțumită libertății redobândite, cultura comunistă și limba rusă sau jargonul proletcultist fiind înlocuite prin cultura mercantilistă și limba engleză: de exemplu, societatea „Tarom” folosește în Aeroportul Internațional „Henri Coandă” București checking dar nu „înregistrare” și boarding dar nu „ambarcare”, iar pe hărțile liniilor aeriene folosește denumirile locale ale orașelor, cu excepția capitalei republicii Moldova care apare cu denumirea rusă Kishinev în loc de Chișinău.

## În domeniul cercetării și predării istoriei și geografiei
Incidența considerațiilor politice din cadrul constituirii identității naționale din sec. XIX și al revendicărilor și contestărilor teritoriale din sec. XX, asupra cercetării și predării istoriei și geografiei, a produs, și mai produce în numeroase lucrări inclusiv universitare din străinătate, minimalizarea sau ocultarea existenței :
- fie a populațiilor vorbitoare de limbi romanice orientale (zise „Vlahi”) în perioada de „dietă documentară” a secolelor III - XIII, în ciuda evidenței că limbile romanice orientale dovedesc persistența acestor populații în bazinul Dunării de jos ;
- fie a formațiunilor statale din trecut, românești sau multietnice cu componentă românească, care sunt descrise ca simple provincii ale regatelor sau imperiilor vecine din trecut (cazurile principatelor Ardealului, Țării Românești și Moldovei) sau a căror componentă românească este ocultată (regatul Asăneștilor și Dobrogea).

Antiromânismul nu începe cu greșelile cartografice, care pot proveni din simpla necunoaștere a istoriei românilor. El începe cu refuzul cartografilor de a își corecta greșelile, atunci când corecturile le sunt aduse la cunoștință și argumentate prin surse.
Această minimalizare sau ocultare este o reacțiune la afirmarea identității naționale românești în decursul secolelor trecute, dar a provocat la rândul ei o reacțiune la fel de ne-științifică în rândul unor cercetători români, care la rândul lor minimalizează sau ocultează aporturile slave, maghiare, cumane și altele în etnogeneza poporului român, sau mai mult, încearcă să demonstreze o identitate și o perenitate etno-culturală între cei mai vechi indo-europeni, dacii sau macedonenii din Antichitate și români, negând validitatea tuturor studiilor istorice care nu coroborează ipoteza dânșilor, ceea ce daună grav credibilității istoriografiei române.

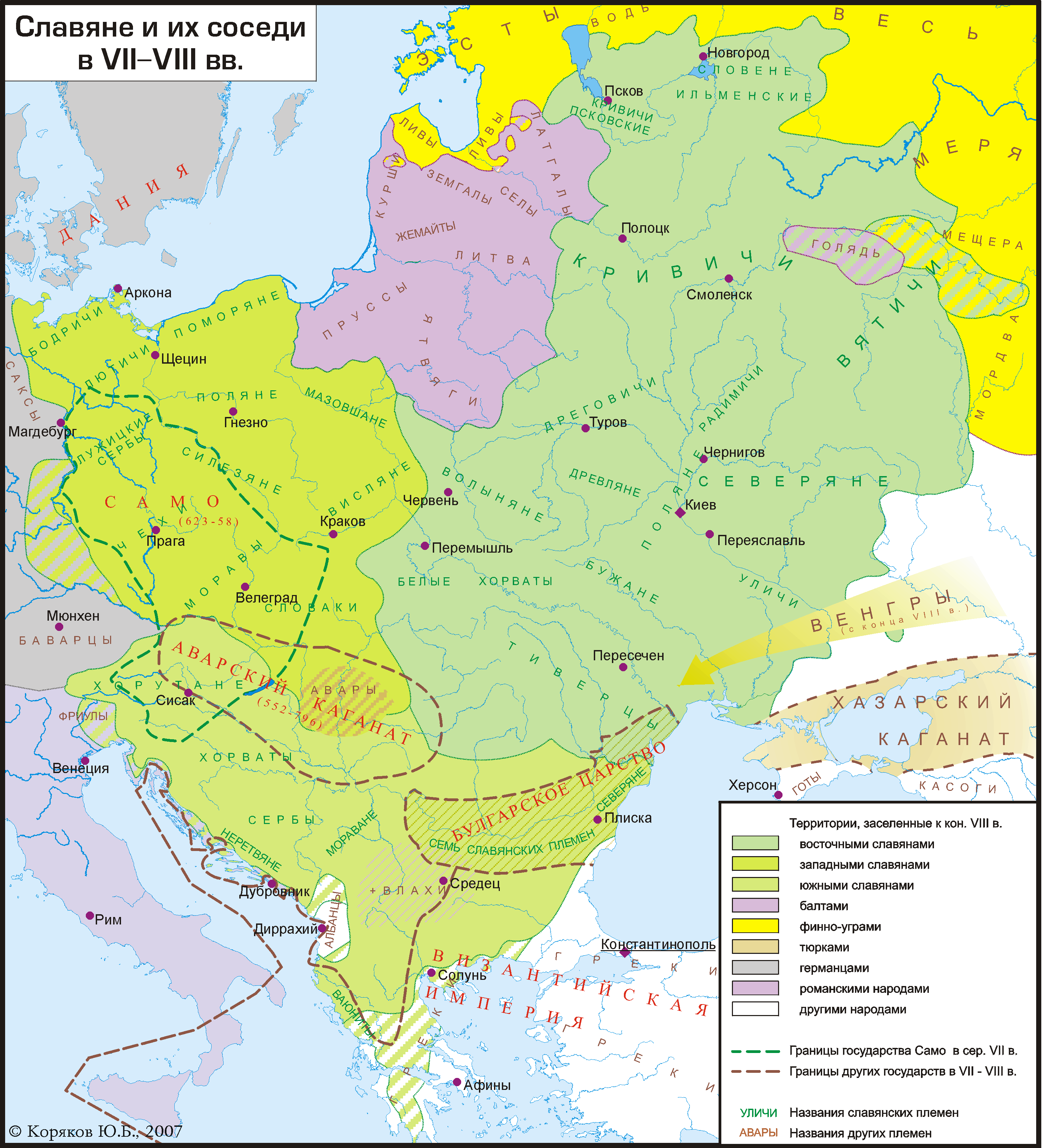
Hartă a istoricului rus Iuri Koriakov care oculta complet (până la corectarea din 2014) existența românofonilor nord-dunăreni și o limita pe a celor sud-dunăreni la o zonă restrânsă din Serbia de est și Bulgaria de vest.
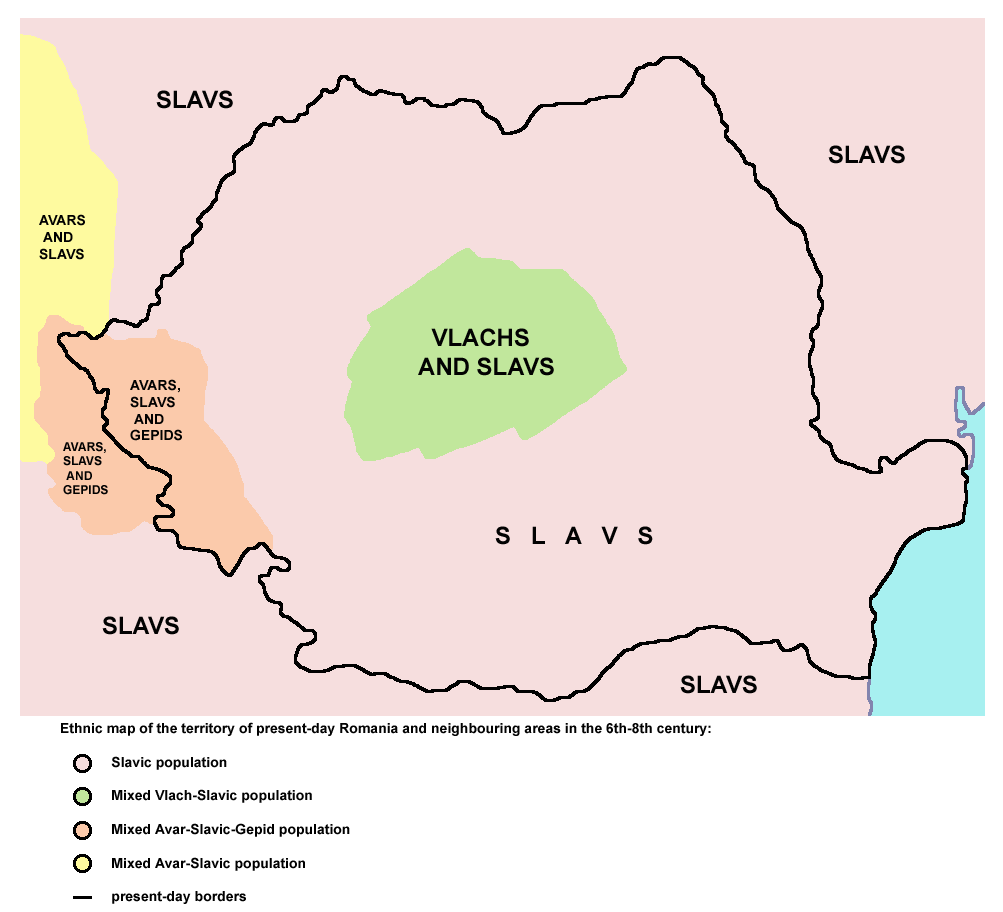
Hartă școlară iugoslavă, din "Školski istorijski atlas, Zavod za izdavanje udžbenika SR Srbije", Belgrad 1970, care ocultează complet existența românofonilor sud-dunăreni și o limitează pe a celor nord-dunăreni la Transilvania de sud.
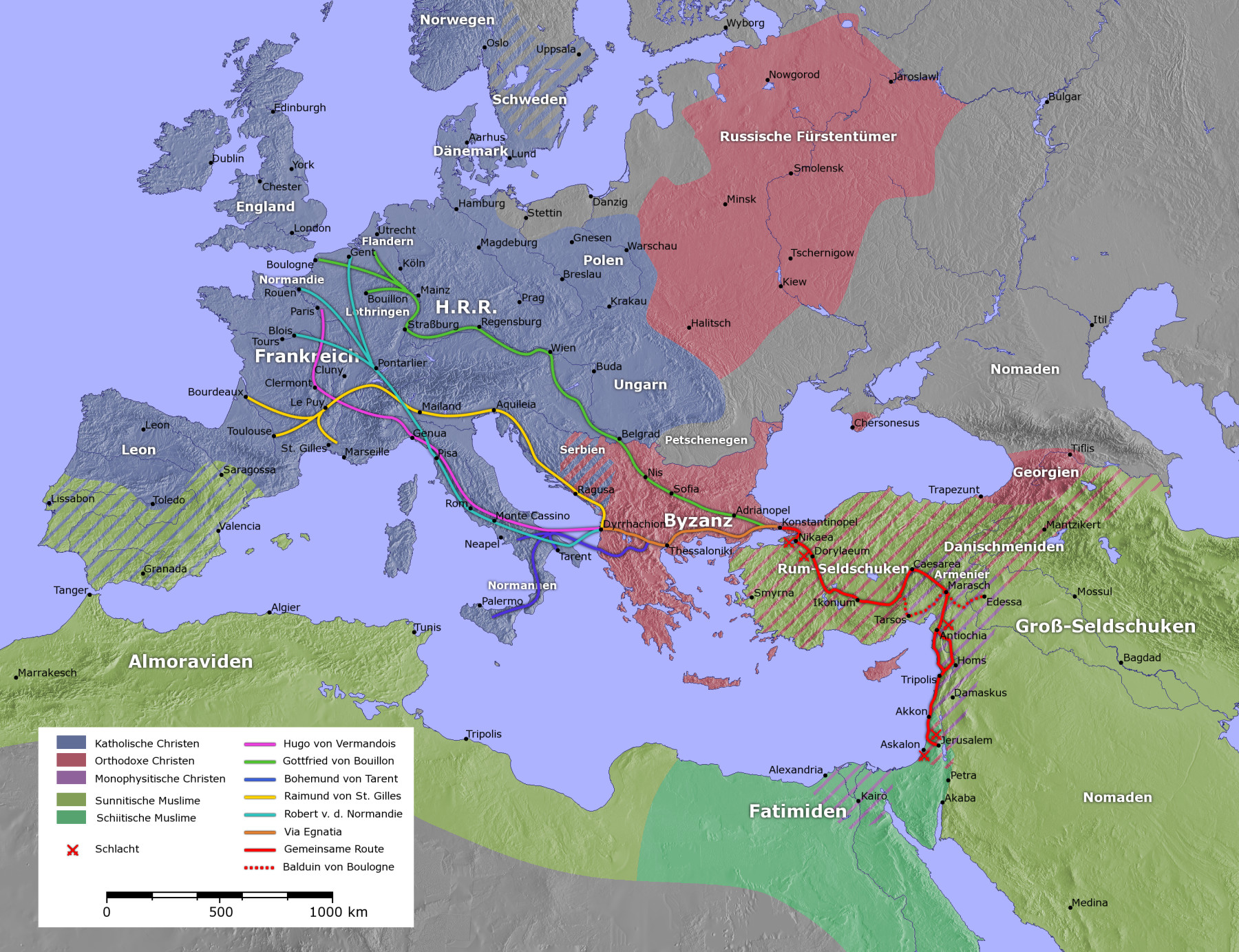
Hartă germană a cruciadelor în care prezența ortodocșilor (depinzând de patriarhia Ohrid) între Dunăre și Rusia este complet ignorată.
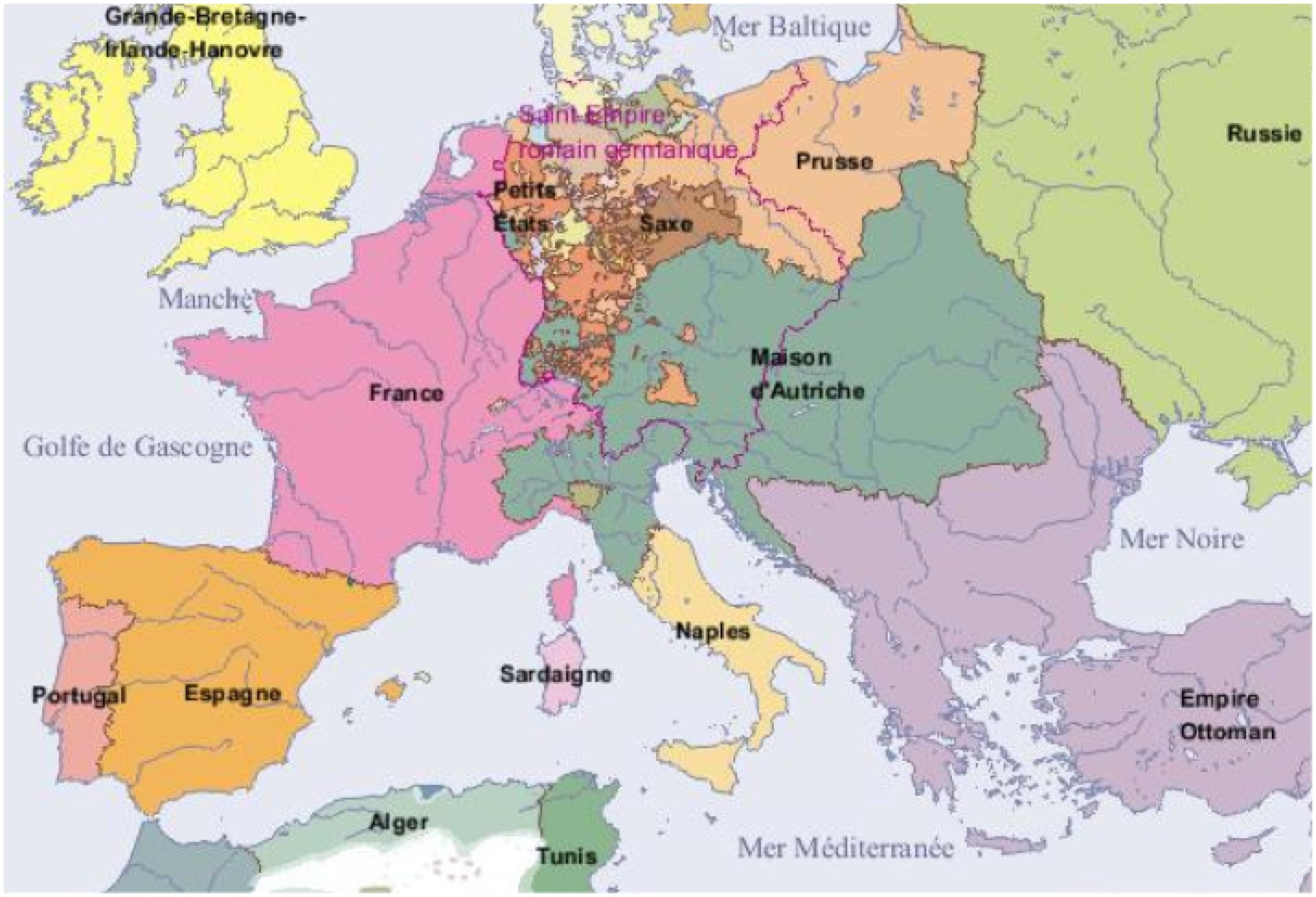
Hartă occidentală greșită a Europei în 1800, în care voievodatele Moldovei și Ţării Românești sunt ocultate, apărând ca provincii turcești, în timp ce alte state vasale ale Imperiului Otoman, precum Tunisia sau Algeria, apar ca independente[52].
Hartă poloneză în care principatul Moldovei este reprezentat ca o simplă provincie a regatului polon (în realitate Moldova a fost doar vasală a regilor polonezi între 1387 și 1455).
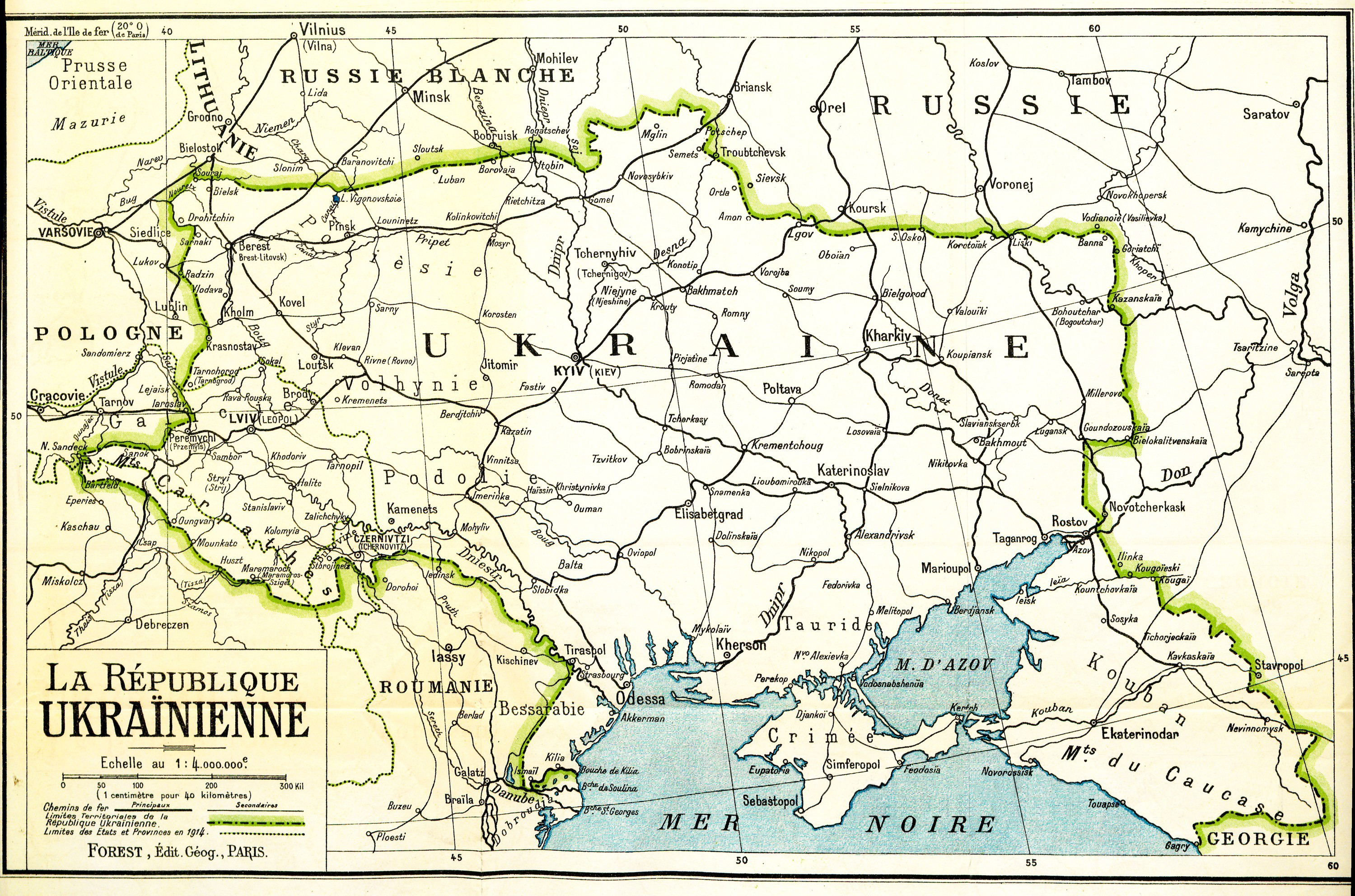
Hartă falsificată în care revendicările deputaților ucraineni la conferința de la Versailles (1918-19) sunt desenate ca incluzând Bugeacul și ținuturile Sorocăi, ceea ce nu este cazul pe originalul de la biblioteca națională franceză (un dublu există la biblioteca Institutului de Geografie din Paris, 195 rue St-Jacques) precum reiese și din hărțile[53],[54] și [55].
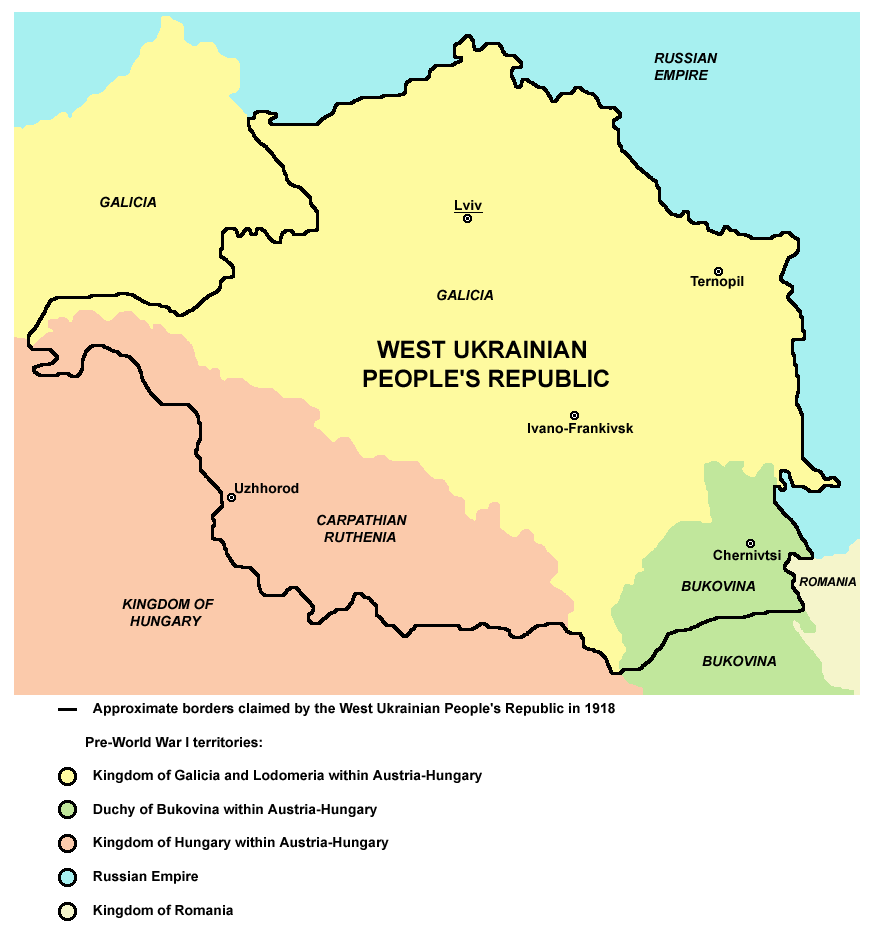
Hartă iugoslavă în care frontiera sovietică din 1940 în Bucovina apare ca revendicată încă din 1918 de Republica populară vest-ucraineană (în realitate, aceasta a revendicat partea de nord-vest a Bucovinei cu o limită sinuoasă, incluzând Rădăuții, vezi sursele de mai sus).